# Mabiná
José Pedro Alberto, dit Mabiná, est un footballeur angolais né le 6 octobre 1987 à Luanda. Il évolue au poste de milieu de terrain avec l'Atlético Petróleos Luanda.

## Carrière
- 2006-201. : Atlético Petróleos Luanda ( Angola)

## Palmarès
- Championnat d'Angola : 2008, 2009
- Supercoupe d'Angola : 2009, 2010